# Štír kubánský

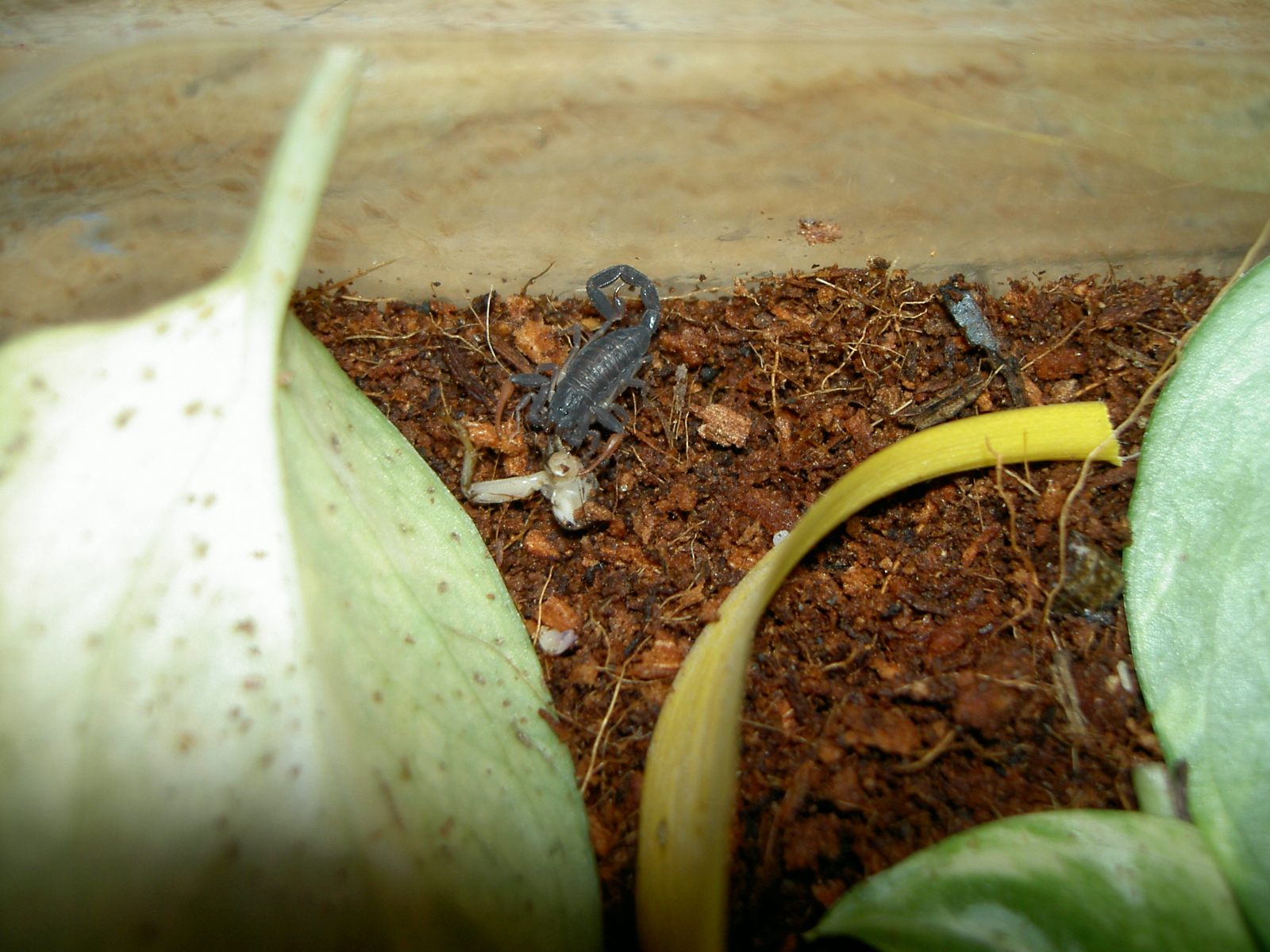

Štír kubánský (Centruroides gracilis) je z nejrozšířenější štír rodu Centruroides.

## Areál rozšíření
Tento druh obývá téměř celý areál výskytu rodu. Výjimkou je Ekvádor. Původně pochází z Mexika, ale díky částečně synantropnímu způsobu života se rozšířil do mnoha dalších oblastí Ameriky a byl zavlečen i do Nigérie a na Kanárské ostrovy. Konkrétně do La Laguna na Tenerife. V sedmdesátých a osmdesátých letech se k nám dovážel z Kuby, kde je velmi hojný.

## Chov
Štír kubánský dorůstá velikosti 7–12 centimetrů. Jedná se o snadno chovatelný a snadno se množící druh a zejména díky tomu je jedním z nejčastěji chovaných štírů u nás. Může probíhat i partenogeneze.
K chovu stačí terárium o rozměrech 30 × 30 × 25 cm. Jako substrát je vhodná vlhká rašelina nebo lignocel. Jako úkryt je poslouží kus skořápky kokosu, nebo kůra. Nutná je miska s vodou. Tito štíři potřebují vyšší vlhkost vzduchu.
Štír kubánský je zdatný ve šplhání. Červená forma (Kuba) není tak jedovatá jako černá forma (Mexiko). Černá forma je nebezpečná dětem a bylo hlášeno i několik úmrtí. Příbuzný štír zlatý (Centruroides exilicauda) je toxicky významný.